# جانسون (آریزونا)
جانسون (به انگلیسی: Johnson) یک منطقهٔ مسکونی در ایالات متحده آمریکا است که در آریزونا واقع شده‌است. جانسون ۱٬۵۱۷ متر بالاتر از سطح دریا واقع شده‌است.